# Теорема Ньютона о сферической оболочке
Теоре́ма Нью́тона о сфери́ческой оболо́чке — два утверждения, описывающих гравитационное притяжение тонкой сферической оболочки с равномерно распределённой массой. Первая часть теоремы состоит в том, что такая сфера не придаёт ускорения телам, находящимся внутри неё. Вторая часть состоит в том, что такая сфера определённой массы притягивает внешние тела так же, как и материальная точка такой же массы, расположенная в центре сферы. Теорему доказал Исаак Ньютон.
Из этой теоремы, в частности, следует, что шары со сферически симметричным распределением массы притягиваются друг к другу так же, как и точечные тела.

## Теорема
Теорема Ньютона состоит из двух утверждений, в которых рассматривается сфера произвольного радиуса {\displaystyle R} с равномерно распределённой по поверхности массой {\displaystyle M}. Первое утверждение гласит, что внутри сферы гравитационный потенциал везде одинаков — это означает, что ускорение, которое сфера придаёт телам внутри неё, равняется нулю. Вторая часть теоремы состоит в том, что гравитационный потенциал вне сферы, создаваемый ей, совпадает с гравитационным потенциалом, который бы создавала точечная масса {\displaystyle M}, помещённая в центр сферы взамен её. Это эквивалентно тому, что сфера притягивает внешние тела так же, как и точечная масса {\displaystyle M}, размещённая в центре сферы. Обе части теоремы доказал Исаак Ньютон.

### Вывод

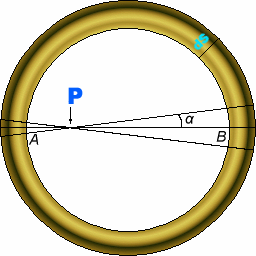
Для точки внутри сферы ускорения, создаваемые в каждой паре противоположных направлений, уравновешивают друг друга

Первую часть теоремы можно вывести следующим образом. Нужно рассмотреть точку внутри сферы и малый телесный угол {\displaystyle d\Omega }, направленный в две противоположные стороны. Площади на поверхности сферы, а значит, и заключённые в них массы {\displaystyle \delta m_{1}} и {\displaystyle \delta m_{2}}, которые пересекает такой телесный угол, пропорциональны квадрату расстояний от точки до соответствующих участков {\displaystyle r_{1}} и {\displaystyle r_{2}}. Тогда {\displaystyle \delta m_{1}/r_{1}^{2}=\delta m_{2}/r_{2}^{2}\,.} Следовательно, для каждого малого телесного угла притяжение в противоположных направлениях оказывается одинаковым, а значит, суммарное ускорение всюду внутри сферы также равняется нулю. Поскольку гравитационное ускорение равняется градиенту гравитационного потенциала, то можно равносильно утверждать, что гравитационный потенциал внутри сферы всюду одинаков.

При выводе второй части теоремы производится интегрирование потенциала по всем поясам, подобным тому, который отмечен синим цветом

Вторую часть теоремы удобнее доказать, вычисляя гравитационный потенциал {\displaystyle U} в точке {\displaystyle K} вне сферы на расстоянии {\displaystyle r} от её центра. Сначала можно рассмотреть пояс на сфере, который ограничен углами от {\displaystyle \theta } до {\displaystyle \theta +d\theta } между направлениями от центра сферы к точке на ней и направлением на точку {\displaystyle K}. Площадь поверхности такого слоя равняется {\displaystyle 2\pi R^{2}\sin \theta d\theta }, поверхностную плотность можно обозначить как {\displaystyle \sigma =M/4\pi R^{2}}. Кроме того, его точки находятся на одном расстоянии {\displaystyle l} от {\displaystyle K}, поскольку пояс симметричен относительно оси, соединяющей центр сферы и точку {\displaystyle K}. Тогда потенциал {\displaystyle dU}, который создаётся поясом, выражается как:
{\displaystyle dU=-{\frac {G\cdot \sigma \cdot 2\pi R^{2}\sin \theta d\theta }{l}}\,.}
С учётом известного угла {\displaystyle \theta }, по теореме косинусов получается равенство:
{\displaystyle l^{2}=r^{2}+R^{2}-2rR\cos \theta \,.}
При дифференцировании обеих частей равенство получится:
{\displaystyle {\frac {R\sin \theta d\theta }{l}}={\frac {dl}{r}}\,.}
Тогда выражение для полного дифференциала потенциала записывается в виде:
{\displaystyle dU=-{\frac {G\cdot \sigma \cdot 2\pi R}{r}}dl\,.}
Потенциал от всей сферы получвется в виде суммы потенциалов всех поясов. При этом потенциал пропорционален {\displaystyle dl}, а от самой близкой к самой далёкой от {\displaystyle K} точки сферы {\displaystyle l} меняется на {\displaystyle 2R}. Таким образом, при суммировании получается:
{\displaystyle U=-{\frac {G\cdot \sigma \cdot 4\pi R^{2}}{r}}=-{\frac {GM}{r}}\,.}
Это значение соответствует гравитационному потенциалу точечной массы {\displaystyle M}, расположенной на месте центра сферической оболочки. Таким образом, тонкая сферическая оболочка с равномерным распределением массы притягивает тела так же, как точечная масса.

## Следствия
Если рассматривать шар, плотность которого зависит только от радиуса, то его можно условно разделить на множество тонких сферических оболочек с общим центром, каждая из которых удовлетворяет условию теоремы Ньютона. Таким образом, можно сделать аналогичный вывод: шар со сферически симметричным распределением массы будет притягивать так же, как и точка той же массы, расположенная на месте центра шара. Следовательно, закон всемирного тяготения для реальных сферически симметричных тел, таких как планеты или звёзды, можно использовать так же, как и для точечных масс.